# 惠特菲爾德鎮區 (伊利諾伊州克林頓縣)
惠特菲爾德鎮區（英語：Wheatfield Township）是位於美國伊利諾伊州克林頓縣的一個行政鎮區。

## 地方資料
根據2010年美國人口普查的數據，惠特菲爾德鎮區的面積為91.70平方千米，當中陸地面積為91.70平方千米，而水域面積為0.00平方千米。當地共有人口480人，而人口密度為每平方千米5.23人。